# Heinz Lindner
Heinz Lindner (Linz, 17 de julio de 1990) es un futbolista austriaco que juega en la posición de arquero para el B. S. C. Young Boys de la Superliga de Suiza.
Habitualmente es convocado para conformar la selección austriaca.

## Trayectoria
Lindner jugó para el equipo juvenil del LASK Linz desde 1996 hasta 2004 de donde pasó a las inferiores del Austria Viena.
Su carrera profesional inició en la reserva del Austria Viena donde disputó 32 partidos. Al llegar al primer equipo disputar, logró jugar en 187 ocasiones, disputando la UEFA Champions League 2013/14.
En enero de 2015 estaba a punto de fichar por el Córdoba C. F. de La Liga, pero el pase se cayó. En cambio fichó por el Eintracht Fráncfort hasta el 30 de junio de 2017.
Debutó oficialmente en el equipo alemán el 8 de agosto de 2015 en una victoria por 3-0 (Copa de Alemania) contra el Bremer SV. 
Tuvo su primera aparición en la Bundesliga el 21 de enero de 2017 de visitante contra el RB Leipzig.
En junio de 2017 fichó por el Grasshopper. Tras el descenso de categoría del equipo en 2019 abandonó el club y en octubre del mismo año firmó por el SV Wehen Wiesbaden alemán hasta final de temporada. Tras el descenso del equipo a 3. Liga al término de la misma, su contrato no fue renovado y quedó libre.
El 16 de mayo de 2023 reveló que padecía cáncer de testículo.

## Selección nacional
Debutó para la selección absoluta de su país el 1 de junio de 2012, en una victoria 3-2 sobre Ucrania en un partido amistoso
| Temporada/s | Selección      | PJ |
| ----------- | -------------- | -- |
| 2006        | Austria sub-17 | 1  |
| 2007        | Austria sub-18 | 1  |
| 2008-2009   | Austria sub-19 | 5  |
| 2009        | Austria sub-20 | 2  |
| 2010-2011   | Austria sub-21 | 14 |
| 2012-act.   | Austria        | 36 |

### Participaciones en Eurocopas
| Copa          | Sede     | Resultado        | Partidos | Goles |
| ------------- | -------- | ---------------- | -------- | ----- |
| Eurocopa 2016 | Francia  | Primera fase     | 0        | 0     |
| Eurocopa 2024 | Alemania | Octavos de final | 0        | 0     |

## Clubes
| Club                          | País     | Año       | Partidos |
| ----------------------------- | -------- | --------- | -------- |
| Austria Viena II              | Austria  | 2007-2011 | 32       |
| Austria Viena                 | Austria  | 2010-2015 | 202      |
| Eintracht Frankfurt           | Alemania | 2015-2017 | 3        |
| Grasshoppers                  | Suiza    | 2017-2019 | 75       |
| SV Wehen Wiesbaden            | Alemania | 2019-2020 | 23       |
| F. C. Basilea                 | Suiza    | 2020-2022 | 81       |
| F. C. Sion                    | Suiza    | 2022-2025 | 33       |
| Union Saint-Gilloise (cedido) | Bélgica  | 2024      | 1        |
| B. S. C. Young Boys           | Suiza    | 2025-     |          |

## Palmarés

### Títulos nacionales
| Título                | Club                 | País    | Año  |
| --------------------- | -------------------- | ------- | ---- |
| Bundesliga de Austria | Austria Viena        | Austria | 2013 |
| Copa de Bélgica       | Union Saint-Gilloise | Bélgica | 2024 |

### Distinciones individuales
| Distinción                               | Año  |
| ---------------------------------------- | ---- |
| Futbolista revelación de Austria, VdF    | 2010 |
| Mejor portero en la Bundesliga austríaca | 2013 |